# Johnny Douglas (Komponist)
Johnny Douglas (* 19. Juni 1920 in Hackney; † 20. April 2003 in Bognor Regis) war ein britischer Komponist und Musikarrangeur.

## Leben
Douglas begann 1939 als Pianist, arbeitete ab 1948 für Decca Records, für die er etwa 500 Lieder aufnahm und später für die RCA Records, für die er etwa 80 Alben einspielte. Er leitete ein eigenes Orchester und arbeitete für zahlreiche britische Künstler der 1950er bis 1970er Jahre. Zu über dreißig Filmen und Fernsehserien schrieb er den Soundtrack.
1982 gründete er ein eigenes Label, Dulcima, mit dem er seine Aufnahmen sukzessive veröffentlichte. Diese Edition wird auch nach seinem Tode fortgesetzt.

## Filmografie (Auswahl)
- 1963: Pulverdampf in Casa Grande (Gunfighters of Casa Grande)
- 1964: Die Verdammten der Blauen Berge
- 1965: Blonde Fracht für Sansibar (Mozambique)
- 1966: Ein Mann wie Kid Rodelo (Kid Rodelo)
- 1965: Scharfe Küsse für Mike Forster (City of Fear)
- 1966: Das Rätsel des silbernen Dreieck
- 1966: Die 13 Sklavinnen des Dr. Fu Man Chu[1]
- 1984–1987: The Transformers